# Rales (Llanes)
Rales es una de las 28 parroquias que conforman el Concejo de Llanes en Asturias. Tiene la categoría de lugar y una extensión de 3,1 km². Desde su origen altomedieval estuvo vinculado al Monasterio benedictino de San Antolín de Bedón, hasta que en 1803 quedó separada como Vicaría, y a finales de dicho siglo se declaró independiente como Parroquia de Santa María Magdalena de Rales.
Según el INE, en el año 2023 Rales contaba con 77 habitantes.

## Geografía
Se encuentra a 11 km de Llanes y a 104 de Oviedo. Linda con las parroquias de Posada, Vibaño, Los Carriles y Naves. Tiene la suerte de estar rodeado de bosques y parajes naturales, además de contar con la cercanía de varias playas (Playa de San Antolín, a unos 3 km).
Fermín Canella, en su Historia de Llanes y su concejo (1896), decía que:
"Santa María Magdalena de Rales, de entrada, linda al N. con la caída de la cuesta, al S. con el río Bedón, al E. con el alto de la Cajiga y al O. con Peral de Lera. "
Por la enorme biodiversidad de la zona el entorno está protegido como Lugar de Interés Comunitario (LIC) Se halla en el Valle del Río Bedón (el más caudaloso de todo el Concejo de Llanes), a 25 m de altitud, en la entrada natural al Valle de Ardisana. En cuanto a la fauna esta zona posee un excepcional valor, destacando la buena conservación de su estructura ornitológica, con una enorme variedad de especies como la cigüeña negra, patos, mirlos, destacando la abundancia de rapaces como el águila ratonera.

### Hidrografía

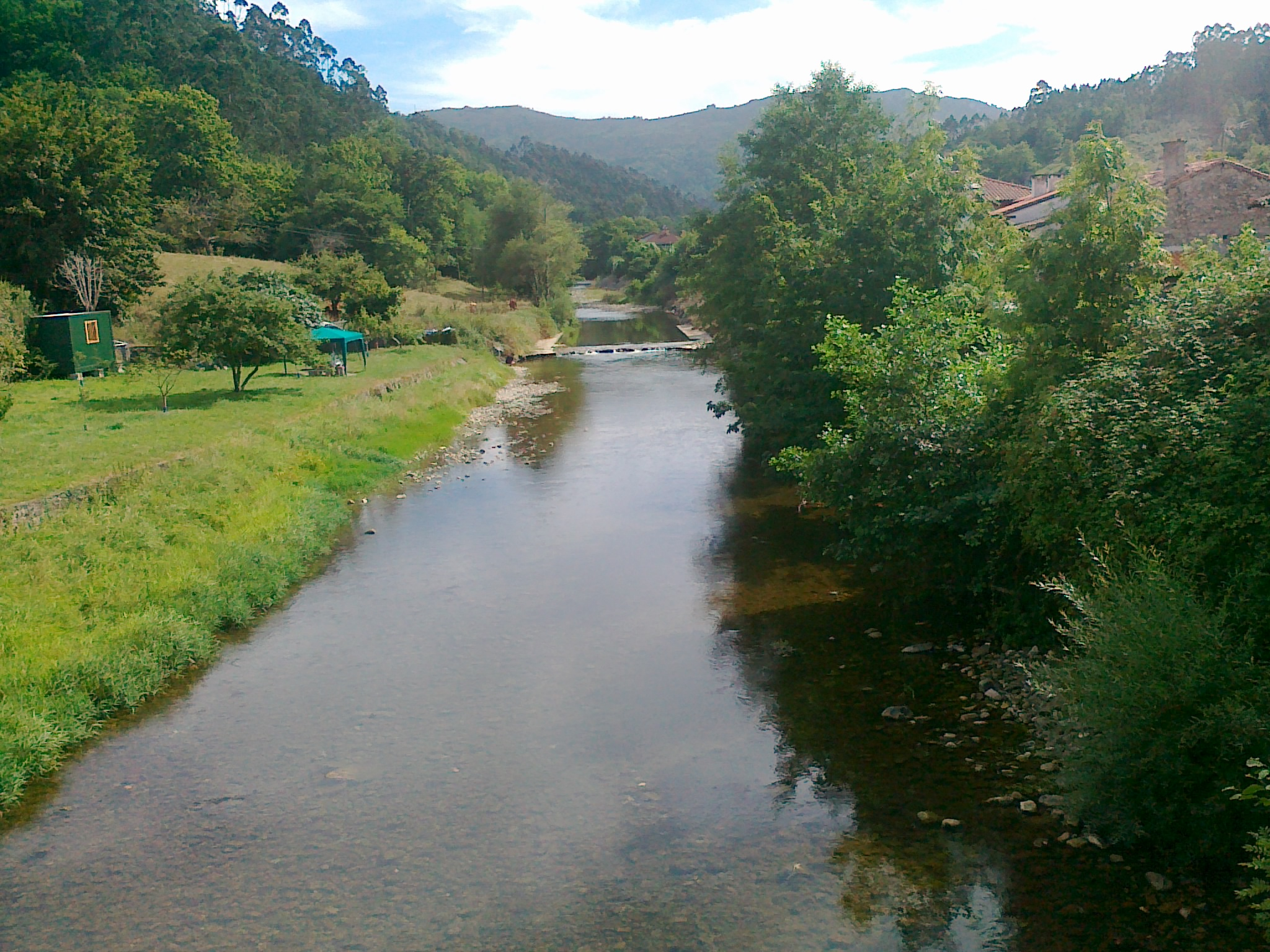
El entorno del Río Bedón está catalogado como LIC (Lugar de Interés Comunitario) por la enorme biodiversidad que alberga.

El río principal, que cruza el pueblo, es el Bedón (también llamado aguas arriba Meré y Las cabras). Tiene una longitud de 23 km y su caudal es muy variable en función de las estaciones, teniendo una media de 3,04 m3/s. Una espesa arboleda de castaños, alisos, saúcos y fresnos acompaña al río hasta su desembocadura.
En el verano de 2017 se adjudicó una obra para reparar la estación de aforo que mide el caudal del río.
Al margen del Bedón el pueblo también está surcado por el Río Chico, que surge de una de las cuevas. Son innumerables las fuentes y riachuelos que brotan por doquier, destacando la fuente de Los Pumares (1912).

### Orografía

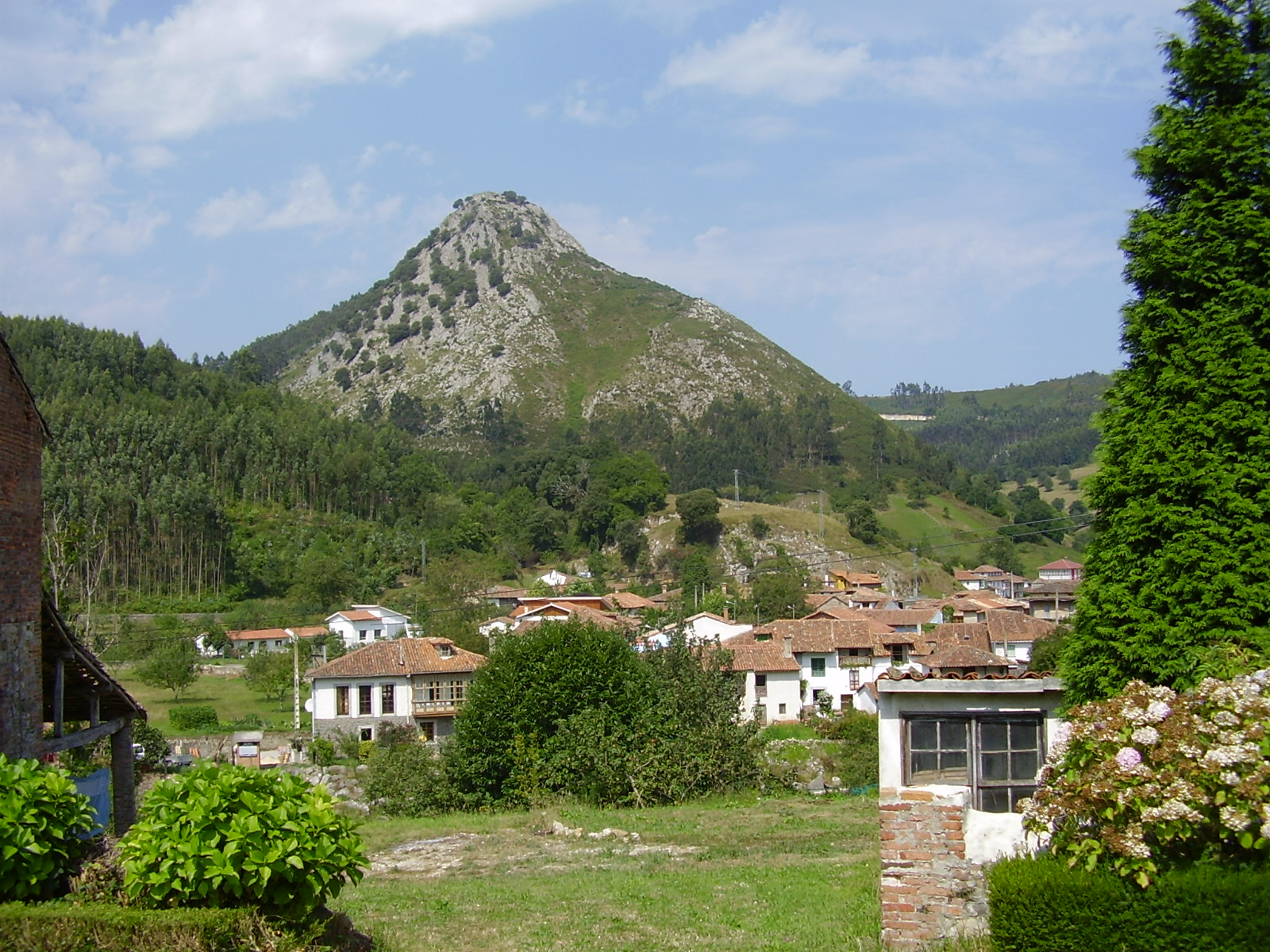
Vista del Pico Castillo

El suelo, formado por pizarras, areniscas, calizas, cuarcitas y capas de carbón,  se encuadra en la rasa costera, donde la erosión fluvial ha creado un ancho cañón por donde circula el río. El contraste del valle con la altura de los montes que lo circunda ha creado una estampa de gran valor paisajístico. Tras el estudio geológico de la zona parece claro que la cuenca del Bedón constituyó una bahía amplia en épocas pretéritas, cuando el mar ocupaba dicho territorio durante el episodio de formación de las rasas superiores.

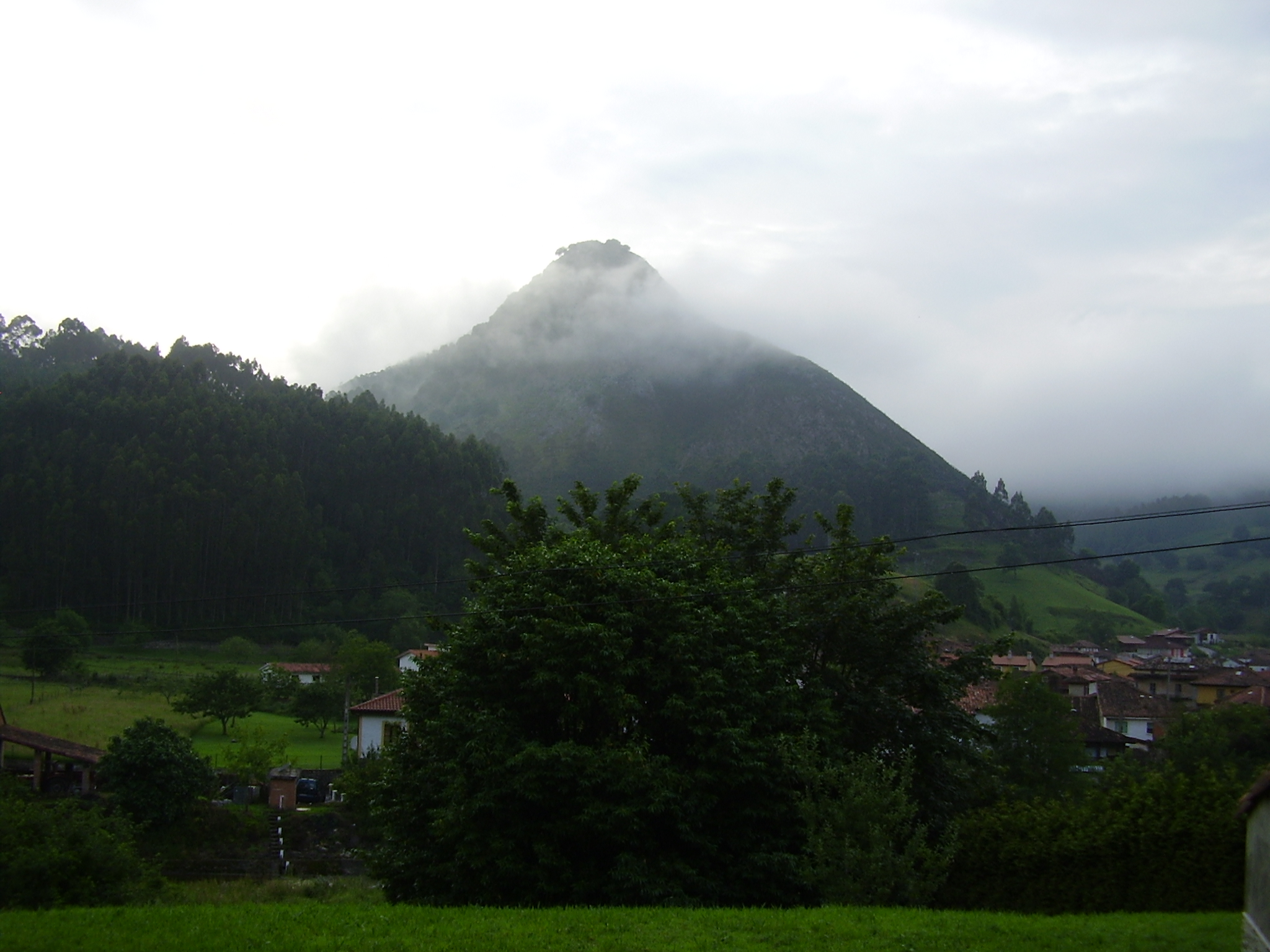
Pico Castillo de Rales, visto desde El Llano.

El Pico Castillo (274m) constituye la estampa indisolublemente asociada con el pueblo de Rales, a cuyo pie se desarrolla. Esta formación caliza del Namuriense (Carbonífero Superior) es en realidad el final de la Sierra Benzúa.

### Las cuevas
El Sistema de Rales es un grupo de cuevas que fue topografiado por primera vez en el año 1976, gracias al Oxford University Cave Club. El sistema se alimenta de un río subterráneo, el Manantial de la Aldea (Riu Chicu), que aflora en la parte más alta de la cueva. Siguiendo el cauce atravesamos hasta cuatro cuevas, algunas verdaderamente impresionantes y de gran valor, como la Cueva de Samoreli, el Pozo del Molino o la Cueva de la Fuentica (o Juentica). En total suman más de 2400 metros de recorrido, alcanzando los 110 metros de profundidad.
Al margen de su interés para la espeleología estas cuevas también han llamado la atención por su riqueza biológica: así un grupo de microbiólogos de la Universidad de Sídney (Australia) realizó algunos estudios sobre cianobacterias con muestras de la Cueva de la Juentica.
Como curiosidad destaca el hecho de que sirvieron de refugio para los habitantes del pueblo durante la Guerra Civil, se refugiaron allí durante 19 días, ya que muchas casas fueron ocupadas por militares. También acudían a ellas los vecinos durante los numerosos bombardeos que hubo durante la contienda.
La Cueva de Samoreli, en Rales, fue declarada Bien de Interés Cultural de Asturias en febrero de 2016. Constituye un valioso yacimiento arqueológico del Paleolítico superior, constando de tres conjuntos de líneas oblicuas y paralelas grabadas en la roca.
En la carretera de Rales a Cardoso, en uno de sus lados, puede verse la entrada (parcialmente obstruida tras la construcción de la carretera) de una pequeña cavidad denominada "Cueva l'anxana", en referencia a la presencia allí de una anxana o xana, ser mitológico ancestral de los bosques y ríos asturianos.

### Lugar de Interés Comunitario "Río Las Cabras-Bedón"
Los terrenos adyacentes al cauce del río forman parte de las 36 hectáreas que desde 1999 constituyen una zona de especial conservación por albergar hábitats y especies de interés comunitario. 
Su alto valor ambiental viene justificado por la presencia de tres hábitats y cinco especies protegidas.
- HÁBITATS DE INTERÉS COMUNITARIO

| CÓDIGO NATURA 2000 | DENOMINACIÓN                                                                                            | SUP (Ha) |
| ------------------ | --- | -------- |
| 4020               | Brezales húmedos atlánticos de zonas templadas de Erica cillaris y Erica tetralix                       | 0,10     |
| 91E0               | Bosques aluviales con Alnus glutinosa y Fraxinus excelsior (AlnoPadion, Alnion incanae, Salicion albae) | 35,24    |
| 9340               | Bosques de Quercus ilex y Quercus rotundifolia                                                          |          |

- ESPECIES RED NATURA

| CÓDIGO NATURA 2000 | ESPECIE                               | NOMBRE COMÚN           | HÁBITAT           |
| ------------------ | ------------------------------------- | ---------------------- | ----------------- |
| 1420               | Culcita macrocarpa                    | Helecho de colchoneros | Bosques ribereños |
| 1095               | Petromyzon marinus                    | Lamprea marina         | Fluvial           |
| 1106               | Salmo salar                           | Salmón atlántico       | Fluvial           |
| 1355               | Lutra lutra                           | Nutria                 | Fluvial           |
| 1045               | Euplagia quadripunctaria (Poda, 1761) |                        |                   |

### Ornitología
La amplia biodiversidad del valle del Bedón se pone de manifiesto en su riqueza ornitológica. Por este motivo, es habitual observar y escuchar aves como:
| Ánade azulón, Anas platyrhynchos.              | Andarríos chico, Actitis hypoleucos.      | Andarríos grande, Tringa ochropus.           |
| ---------------------------------------------- | ----------------------------------------- | -------------------------------------------- |
| Avión común, Delichon urbicum.                 | Busardo ratonero, Buteo buteo.            | Cárabo común, Strix aluco.                   |
| Carbonero común, Parus major.                  | Corneja negra, Corvus corone.             | Cuco común, Cuculus canorus.                 |
| Cuervo grande, Corvus corax.                   | Curruca capirotada, Sylvia atricapilla.   | Chochín paleártico, Troglodytes troglodytes. |
| Garza real, Ardea cinerea.                     | Gorrión común, Passer domesticus.         | Herrerillo común, Cyanistes caeruleus.       |
| Jilguero europeo, Carduelis carduelis.         | Lavandera blanca, Motacilla alba.         | Mirlo común, Turdus merula.                  |
| Mito común, Aegithalos caudatus.               | Paloma torcaz, Columba palumbus.          | Papamoscas gris, Muscicapa striata.          |
| Petirrojo europeo, Erithacus rubecula.         | Reyezuelo listado, Regulus ignicapilla.   | Reyezuelo sencillo, Regulus regulus.         |
| Serín verdecillo, Serinus serinus.             | Urraca común, Pica pica.                  | Verderón común, Chloris chloris.             |
| Zorzal común, Thurdus philomelos.              | Agateador europeo, Certhia brachydactyla. | Mosquitero ibérico, Phylloscopus ibericus.   |
| Camachuelo común, Pyrrhula pyrrhula.           | Cetia ruiseñor, Cettia cetti.             | Lavandera cascadeña, Motacilla cinerea.      |
| Martín pescador común o alción, Alcedo atthis. | Colirrojo real, Phoenicurus phoenicurus.  | Vencejo común, Apus apus.                    |

## Historia

### Prehistoria
El entorno de Rales fue objeto de investigaciones arqueológicas desde finales del siglo XIX. No en vano el Conde de la Vega del Sella realizó prospecciones descubriendo restos en varias cuevas, como hachas y puntas de flecha. En este sentido la Cueva de Samoreli (Bien de Interés Cultural desde 1985) es probablemente el ejemplo más interesante. Este abrigo rocoso alberga muestras de arte parietal a base de líneas paralelas y oblicuas, grabadas en la propia piedra. Fueron identificadas en 1978 y su cronología se sitúa en el inicio del Paleolítico Superior. El Conde de la Vega del Sella documentó en este espacio niveles de Musteriense, aunque estudios posteriores dudan sobre esta datación. Desde el año 2009 la cueva cuenta con un entorno protegido que comprende 38 hectáreas.

### Edad Media
Ya desde la Alta Edad Media Rales fue un enclave estratégico muy ligado a la Historia del propio concejo. No en vano fue en la cima del Pico Castillo (Cierru Castiellu), a 281 m de altitud, donde se construyó el Castillo de Aguilar, una fortaleza cuyo objetivo era vigilar una amplia franja de la costa de Llanes.
En el Archivo Histórico Nacional se custodia un documento relacionado con Rales del año 1137, reinando Alfonso VII. Se trata de una carta de Beneficio de Diego Sánchez a su esposa Sancha Sánchez, legándole sus heredades en tierras de Aguilar y Cangas:
"Ego Dia Xanxi, ad tibi uxor mea Xanxa Xanxiz, facio kartulam benefactum de meas hereditates, quas habeo de abiorum et parentorum meorum, uel de ganantia, in terra asturiens, in uale Aquilare et in uale Kanigas, in uillas praenominatas in Couas, et in Rales, et in Margoles et Quoione; com casas, horreos, cupas torcularias, pumares, ceresales, noçales, tota arbus, cula qui ibídem [sunt] planctata."
Anejo a este documento hay una transcripción incompleta (del siglo XVIII) donde se identifican los lugares descritos añadiendo que "Rales es anexo de Santo Antolín, junto a Celorio".
En el archivo del Monasterio de San Salvador se conservan algunas referencias a Rales en este periodo. De hecho ya aparece citado, como pueblo que encabeza la parroquia, en el año 1151. En 1463 hay referencias a las aldeas de Torrevega y La Herrería como vinculadas a Rales, aunque en la actualidad pertenecen a otros pueblos.
Es necesario señalar que tras guerras, incendios y, especialmente, el proceso de desamortización, los archivos eclesiásticos de la zona quedaron muy diezmados y dispersos. Dado este limitado corpus textual varios estudiosos han señalado la dificultad a la hora de documentar la vida medieval en el Oriente asturiano.

### Edad Moderna
A mediados del siglo XVI el monasterio de San Antolín de Bedón se convirtió en un priorato dependiente del monasterio de San Salvador de Celorio, en virtud de una bula otorgada por el Papa Pablo III en 1544. Así Rales, junto con otras parroquias, pasaba a depender eclesiástica y económicamente del monasterio benedictino.
En el Barrio del Toral hay un arco de medio punto que conserva estructuras de piedra que parecen pertenecer a una construcción anterior. Probablemente se tratara de una capilla que fuera abandonada o enajenada tras la construcción de la iglesia. Posteriormente sería aprovechada para construir sobre ella lo que actualmente son viviendas particulares.
En la Biblioteca "Ramón Pérez de Ayala" se conserva un libro de derecho canónico, impreso en Oviedo donde se relata una reunión de clérigos acaecida en Rales en 1657. El cura de Santa María Magdalena en aquel momento era el Licenciado Gómez de Posada, quien, junto con otros sacerdotes, manifestaba al Papa Alejandro VII, y a su Nuncio en España, su completa adhesión al Obispo de Oviedo (lo declaraban ante el notario Juan de Casenti).
En el Archivo Histórico Municipal de Llanes se conservan tres padrones de nobles y pecheros de la Parroquia de San Antolín, pueblo de Rales, de los años 1663, 1692 y 1698.
El "Real Apeo del Concejo de Llanes en 1712-1713" es un documento muy importante y valiosísimo para conocer el territorio del Concejo. "Apear" consistía en acreditar en un documento jurídico los deslindes y la demarcación de "todos los términos comunes, realengos y baldíos que en sí incluyen indivisamente las parroquias de esta jurisdicción". Respecto a la Parroquia de Santa María Magdalena de Rales se señalan los lugares de Rales, San Martín y la Raíz, diciendo lo siguiente:
"En dichas casas de Ayuntamiento a 13 de marzo de 1713 comparecen Santiago Pesquera, de cincuenta y ocho años, Cosme Colio de sesenta y uno, y Alonso Pascual de cincuenta y ocho, vecinos del lugar y parroquia de Rales y dijeron: que dicha parroquial de Santa María Magdalena de Rales, San Martín y la Raíz, confina y tiene sus términos por la parte de el Vendaval con la Parroquia de Hontoria, do dicen las Moyadías, a la concha de el Mortero, al collado de la Castañar. Y por la parte de el Norte, confina y tiene sus términos dicha parroquia, con la parroquial de San Antolín de Bedón, do dicen Bostelices y corro el Canto de Bedón; y por la parte de el Nordeste tiene sus términos dicha parroquial con el río de Bedón, y todo el río arriba hasta llegar a Vibaño y sus términos; y por la parte de el Sur dicha parroquia confina y tiene sus términos con la parroquial de San Pedro de Vibaño, do dicen la Riega de el Cueto de la Gigar que pasa por los prados de Rales que dicha riega va a la riega, y a Cabrahigo, y al castillo de Rales. Y declararon, que dentro de los términos de dicha parroquia y lugares, por la parte de el Norte, hay una cuesta que lo que a dicha parroquia corresponde, tendrá veinte días de bueyes, que es bravía, y común a los vecinos de dicha parroquia, y más de esta jurisdicción. Y que por la parte de el Vendaval dicha parroquia tiene el Castillo que es peña y pacedero, que es bravío uno y otro, y es común a los vecinos de dicha parroquia y común a los vecinos de ella y más de este Concejo en virtud de dicho privilegio y donación, y que no saben que persona alguna de este Concejo se haya apoderado de común alguno que haya dentro de los términos de ella; y que en dicha parroquia, y lo demás que en ella se comprende, es propio de sus vecinos y más de este Concejo, según siempre lo han visto y oído y entendido: y que todo lo que llevan dicho es la verdad, etc."
El Catastro del Marqués de la Ensenada realizado en Llanes en 1757 es especialmente detallado y rico. De la lectura de su manuscrito, conservado en el Archivo General de Simancas, puede extraerse una imagen viva y pormenorizada de cómo transcurría la existencia de los llaniscos en dicha época. Dentro de los pliegos de respuestas hay diversos apartados en los que se menciona la Parroquia de San Antolín, y, dentro de ella, a la de Santa María Magdalena de Rales. Así podemos saber que su hijuela "consiste de diez uno de los frutos de pan, maíz, nuez, castaña, lino, tocino, corderos, cabritos, y terneros, y por razón de diezmo de leche cuatro maravedíes por cada vaca lechera". Señala igualmente que los vecinos del lugar de Rales pagaban un impuesto de dos maquilas de pan "por cada buey o vaca con que hacen labranza, cuatro los demás vecinos de dicha parroquia viudos, y viudas dos, cuyos diezmos y primicias tocan enteramente al Real Monasterio de San Salvador de Celorio". En este documento también se refleja la actividad de los molinos, diciendo que había uno "que se dice la Cueva, de dos molares, muele de corriente con el agua de la fuente de la Cueva tres meses al año maíz". Había otros dos molinos, el primero "que se dice de el Otero, de dos molares, el uno sin uso de desergar, muele de corriente con el otro cuatro meses al año maíz con el agua de el arroyo de Naves [...] Otro de el mismo nombre de dos molares el uno de desergar, muele con el agua corriente de dicho arroyo de Naves cuatro meses al año". Del mismo modo se da cuenta de los hornos de cal, certificando que había "Tres en el lugar de Rales de dicha parroquia pertenecientes a los vecinos de dicho lugar, uno al sitio del Valle, otro al de la Requejada, y otro de el Valle, usan de uno de ellos una vez al año para el beneficio de sus tierras". En el mismo documento se insiste en que "hay muchos trabajadores de el campo que todos los años se ocupan en la fábrica de teja, desde mediado de mayo, hasta mediado de septiembre". Así, señala la presencia de negocios como una tejera ("al sitio del Porquerín"), un lagar (propiedad de Juan Pesquera, que también era herrador), una taberna (arrendada a Francisco Pesquera), un cirujano (Domingo Llaca) y un estanco (Felipe Llaca). También insiste en que el puente de madera sobre el río Bedón era propiedad comunal.

### Edad Contemporánea
A finales del siglo XVIII la Real Academia de la Historia se propuso crear un Diccionario Geográfico, encargando el trabajo correspondiente a Asturias al estudioso Francisco Martínez Marina. En las notas que recopiló, en torno a 1800, aparecen interesantes datos para imaginar cómo debía ser Rales en el cambio de siglo. A comienzos del siglo XIX el Monasterio de San Antolín de Bedón era un priorato que dependía del Monasterio de San Salvador de Celorio. La parroquia de Bedón comprendía tres lugares: San Martín (8 vecinos), Rales (32 vecinos) y Naves (38 vecinos). El término "vecino" corresponde a lo que actualmente se denomina "unidad familiar", por lo que los 32 vecinos de Rales equivaldrían a unos 230 habitantes. En dichos documentos se afirma que "La hijuela de Rales titulada Santa María Magdalena, es una capilla decente", situándola al Suroeste de la matriz, a tres cuartos de legua "con todo servicio sin residencia".
San Martín, Rales y Naves trataban por todos los medios de obtener la independencia del monasterio. Así en un manuscrito conservado en el Monasterio de San Salvador (Celorio) puede leerse que siendo abad Fr. José Samaniego, entre 1797 y 1801 "se hizo una estacada en la parte del río, en San Antolín, plantando chopos para librarle de las avenidas. Se sostuvo pleito con don Pedro Hilario y parientes, de Rales, que trataban de desmembrar aquel lugar de la parroquia de San Antolín".
Durante la desamortización se vendió un dominio directo en la Parroquia de Rales, que procedía del Monasterio de Celorio. Por dicho dominio los vecinos pagaban un canon y se remató en más de 60.000 reales.
En la entrada correspondiente del Diccionario Madoz (1845-1850) podemos leer:
"RALES (STA. MARÍA MAGDALENA): feligresía en la provincia y diócesis de Oviedo (a 45 leguas), partido judicial y ayuntamiento de Llanes (2 leguas). Situada en un pequeño valle a orillas de un río que no tiene nombre especial y desagua a corta distancia en el Océano Cantábrico junto al antiguo monasterio de San Antolín de Bedón. Comprende además del lugar de su nombre los caseríos de Ceñal, y la Raíz, que reúnen unas 35 casas. La iglesia parroquial (Santa María Magdalena), está servida por un cura de ingreso, y patronato real; antiguamente dependió la parroquia del indicado monasterio, cuyo abad ejercía la cura de almas en ella y en los de Naves y Celorio. Confina con el valle de San Jorge, Ardisana, Vibaño, Posada y el mar. El terreno es de buena calidad, se halla circuida de montañas; habiendo al Norte una peña de grande elevación y en forma de columna, a cuyo pie brota una copiosa fuente cuyas aguas se reúnen a las del mencionado río; en la cúspide de dicho peñasco existen los restos de un antiguo y sólido castillo cuya obra parece increíble en aquella roca de tan difícil acceso. Producción: centeno, maíz, patatas, frutas, pastos: se cría ganado vacuno y lanar; caza y pesca de varias especies. Población: 35 vecinos, 250 almas. Contribución: con su ayuntamiento."
En el censo de mayo de 1857 consta que en Rales vivían 223 personas, repartidas en 42 familias.
El estudioso José Saro Rojas reflejó en su libro Pequeñas jornadas la impresión que Rales le causó en 1887:
"Situado Rales al lado de la carretera, aunque en un punto algo bajo y expuesto por lo tanto a ser inundado en las crecidas del Bedón, contiene buen caserío, y principalmente un vecindario honrado, inteligente y laborioso, que si bien propende a la emigración, enfermedad endémica de este país, no por eso desatienden el cultivo de sus feraces campiñas, que por su aspecto, parecen ser de las mejores y con más esmero trabajadas del Concejo de Llanes. Suministra el Bedón a los vecinos de Rales, abundante y exquisita trucha (...). Es notable en Rales su antiguo castillo colocado sobre una eminencia, del cual aún quedan restos; fue objeto de fabulosas tradiciones que no hemos de referir, y tuvo en pasados tiempos un fin práctico por servir de atalaya y comunicarse por medio de señales con el de Soberrón y otros puntos elevados".
En 1891 se hizo una reordenación de las parroquias del Concejo (el denominado "arreglo parroquial"), declarándose Santa Mª Magdalena de Rales como independiente (con iglesia y cementerio), dentro de un grupo de doce parroquias de entrada. A pesar de ello algunos autores ya la consideraban independiente desde 1887.
Unos años después, en 1895, Saro Rojas firmaba de nuevo el artículo correspondiente a Llanes dentro de la magna obra enciclopédica Asturias. Dentro de esta enciclopedia de raigambre romántica se apuntan algunas ideas sobre los pueblos más pequeños, diciendo del que nos ocupa:
"Es Santa Mª Magdalena de Rales, con poco más de 300 almas, una pequeña parroquia que en lo antiguo debió pertenecer al convento de Bedón. En su término hubo un castillo, cuyo origen se desconoce aunque muy bien pudo ser del tiempo de la Reconquista; de su existencia, apenas quedan vestigios. La escuela es mixta e incompleta".
En el año 1896, el Diccionario Enciclopédico Hispano-Americano (Montaner y Simón) señala en sus entradas "Rales" y "Santa María Magdalena de Rales", que la parroquia albergaba 81 edificios y 282 habitantes.
En 1899 se cita el pueblo de Rales como uno de los sitios a visitar dentro del Concejo de Llanes, en una guía de viajes por Asturias.
Recién estrenado el siglo XX Francisco Mijares y Mijares (1850-1936) publicaba un manual escolar con la Geografía y la Historia del propio concejo, diciendo de la Parroquia de Rales:
"Tiene 300 habitantes; hasta 1803 formaba, junto con Naves, parte de San Antolín; pero en esta fecha se hizo Vicaría independiente, correspondiendo al Abad de Celorio la provisión del Vicariato. Desde 1891 es parroquia de entrada; le corresponden los barrios de Recolina y Samoreli con las casas del Ceñal, La Trapa y el albergue de La Raíz. Limita con Los Carriles, Los Callejos, Vibaño y Posada; se halla expuesto a las inundaciones del Bedón; su castillo se utilizó todavía cuando la Guerra de la Independencia; tiene buenas casas, fértiles y bien cultivados campos, abundantes truchas en sus ríos, y un vecindario honrado, inteligente y laborioso." 
En una narración más emotiva y literaria, el escritor Amable González Abín retrataba Rales de forma pintoresca, señalando la abundancia de trucha en su río, diciendo además:
"El pueblu de Rales, con todas las casas xuntinas a la oriella del ríu San Antolín".
En 1923 llegó al pueblo la corriente eléctrica desde la central "Electra Bedón", que suministraba energía eléctrica a todo el concejo. Bañaba las noches en una luz ambarina, poco potente e inestable. Los apagones eran habituales con viento o tormenta. Bajo el antiguo puente de Puente Nuevo una presa o azud retenía el agua del Bedón generando una pequeña cascada que desaparecía por un canal. Luego se desviaba y bajaba con enorme fuerza por una tubería forzada hasta la central, situada en la margen izquierda del río, entre Vibaño y Rales. Albergaba la turbina y el alternador un edificio de 1922 realizado en ladrillo y mampostería, ejemplo de la cuidada arquitectura que dignificaba las construcciones industriales. Desde la carretera puede admirarse su fachada principal, con tres arcos peraltados coronados por el cartel en azulejos que reza "Electra Bedón S.A.". El edificio es hoy una vivienda particular que, con muy buen criterio, ha conservado algunos elementos de su pasado industrial.
En el año 1927 la Enciclopedia Universal Ilustrada Europeo-Americana (Espasa-Calpe) señala en su tomo 54 que el censo de 1910 registró en Rales 339 habitantes en 146 edificios o albergues.
El siete de septiembre de 1937 la Legión Cóndor bombardeó, hasta en tres ocasiones, la zona de Rales. El objetivo estaba en el atrincheramiento del Pico Castillo, aunque algunas bombas cayeron en edificios del pueblo. Varios vecinos todavía recuerdan la imagen de la falda del monte en llamas, mientras la población huía a refugiarse en las cuevas. Como resultado de este bombardeo todavía pueden observarse cráteres en algunas zonas de la montaña. Los aviones utilizados en este bombardeo fueron los modelos Heinkel-111, Heinkel-70 y Dornier-17. Estos bombardeos sirvieron como práctica de lo que posteriormente, en la II Guerra Mundial, se llamaría "bombardeo en alfombra" (arrasando continuamente todo el terreno para atacar una zona fortificada).

## Economía
Como la mayoría de pueblos de Llanes la economía se basaba tradicionalmente en el sector agropecuario, ligado al minifundio. Sin embargo en los últimos años ha habido un intenso auge del sector turístico. Rales es un pueblo donde la arquitectura más tradicional del oriente asturiano se funde con la naturaleza que lo rodea. Unido ello a sus buenas comunicaciones y su cercanía a las playas ha propiciado que cada año sean más los que lo eligen como destino vacacional.
Aunque apenas quedan artesanos hoy en día, Rales también destacó en algunos oficios tradicionales como la elaboración de aperos de labranza y madreñas. También fue muy característica en el pasado la emigración estacional de muchos vecinos para trabajar como tejeros. De hecho hubo algunos empresarios de este sector radicados en Rales, que tenían negocios en León y el País Vasco.

## Arte y Arquitectura

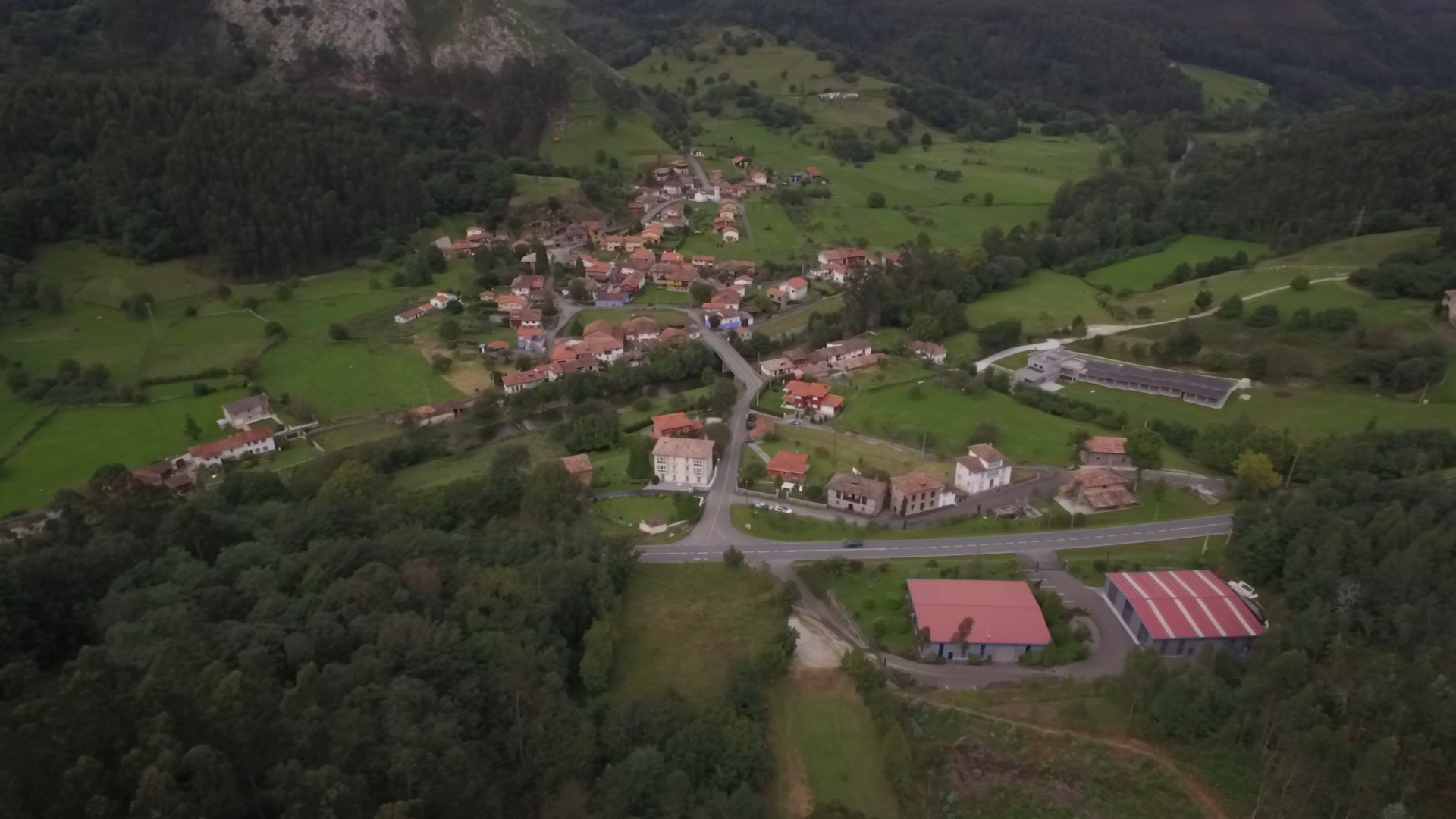
Vista aérea de Rales.

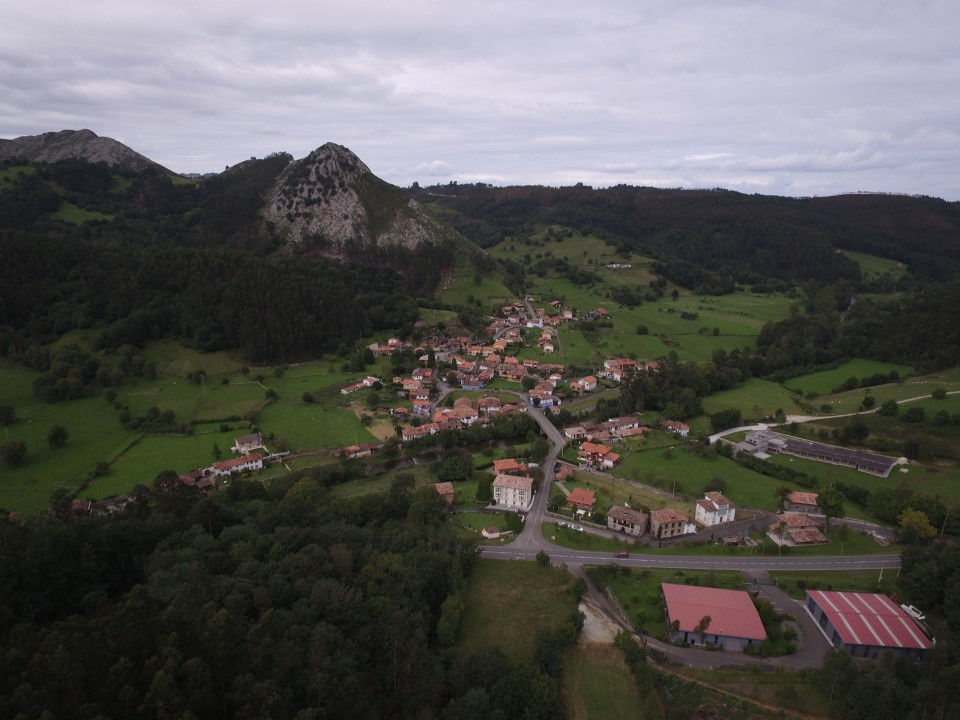
En esta imagen se pueden observar los distintos asentamientos que han ido formando el pueblo a lo largo de los siglos: barrios que han crecido linealmente en paralelo al río, barrios que fueron creciendo pegados a la falda del Pico Castillo, el ensanche indiano de principios del, a la entrada del pueblo, y las nuevas construcciones residenciales en antiguas fincas de labor

Urbanísticamente el núcleo poblacional puede considerarse mononuclear, alveolar y denso, todo ello al mismo tiempo. Encontramos barrios con viviendas pareadas, sin finca o con un pequeño terreno, barrios con quintanas tradicionales (casa, hórreo, cuadra y llagar), y barrios con fincas mucho mayores donde las construcciones están diseminadas. Esto responde a la unión del núcleo original, cercano a la iglesia, con barrios más alejados donde aparecen grandes fincas con casas de mayor tamaño. Según recoge el PGOU de Llanes, en 2015 Rales cuenta con 140 viviendas.

### Castillo de Aguilar
Se trata de una fortaleza altomedieval cuyos restos se hallan a 274 metros de altitud, sobre el pueblo de Rales, dominando todo el Valle del Bedón y una amplia zona costera. Desde él podían vigilarse las salidas hacia el interior de los valles y las sierras, hasta la propia Villa. La primera referencia documental a dicha construcción aparece en un manuscrito fechado en marzo del año 1032, donde el rey Vermudo III de León permuta el "Castro de Aquilare" y el "Castro de Souerrone" al Conde Piniolo Jiménez y a su esposa Ildoncia.
Su fábrica responde al esquema habitual de otras muchas torres de vigilancia. Presenta una superficie cuadrada de 6,5 metros de lado, hecha con materiales pobres: piedras de pequeñas dimensiones, unidas con mortero de cal.
A pesar de su sencillez es una construcción muy importante para la Historia de Llanes, puesto que a partir de su nombre se denominó "Aguilar" a todo el Concejo en su época más pretérita. "Aquilare" o "Aguilar" son topónimos frecuentes en Asturias, siempre asociados a un picacho rocoso muy escarpado, propio para nido de águilas ("aquilare" significa "habitado por águilas"), donde en muchas ocasiones se construía un castro, o castillo-fortaleza.
Algunos autores han dudado de su ubicación exacta, aunque, mientras no aparezcan nuevas pruebas, la documentación más fiable lo ubica en Rales. De esta manera aparece recogido en la colección diplomática de Vermudo III (Rey de León) como "Castrum Aquilare", que abarcaría las actuales parroquias de Santa María Magdalena de Rales y Santa Eulalia de Ardisana.
Una referencia y descripción fundamental de este monumento la escribió Gaspar Melchor de Jovellanos en su diario:
"Castillo de Aguilar hubo en el concejo de Llanes casi en medio de su jurisdicción, cuyos edificios arruinados se reconocen en el sitio de Rales y de su nombre se llama Aguilar el sitio donde está la torre de San Jorge, en Nueva".
Fermín Canella en su Historia de Llanes y su Concejo (1896) describía que Rales se encuentra "al pie de un desmantelado castillo roquero, utilizado todavía en la Guerra de la Independencia". Otros autores también insisten en que el castillo se mantuvo en buen estado de uso hasta dicha contienda.
El Castillo de Aguilar formaba parte de una constelación de fortificaciones altomedievales que se adaptaban a la topografía y al sistema vial antiguo. Varios estudios señalan la necesaria conexión entre este castillo en el Pico de Rales con otras fortificaciones en el Pico las Torres, el Pico de Soberrón y el Pico Jana. Todos estos edificios articulaban en conjunto una excelente defensa y vigilancia no sólo del litoral (llegando incluso a Comillas), sino también de los valles fluviales y las montañas.
Hoy en día apenas queda nada de su estructura, destino que comparten edificios similares en esta zona. Podemos hallar construcciones medievales de este tipo en Soberrón, Nueva, Buelna, Torrevega, Posada y Andrín.
El hecho de que el edificio, el castillo, sirviera para identificar al pico es algo frecuente en el Concejo de Llanes. En la comarca existen varios topónimos "Picu'l Castiellu", en Rales, Purón y San Roque.
Muchos autores han rastreado la documentación de esta construcción datando su fábrica en la Alta Edad Media, aunque algunas fuentes hablan de un posible origen romano. El estudioso Francisco Mijares fue mucho más allá cuando señalaba sin dudas que:
"A fin de asegurar su dominio, los romanos sembraron de castillos la comarca, habiendo jugado entonces, siglo I de nuestra Era,  importante papel los roqueros de Rales y Soberrón, que se comunicaban entre sí por medio de señales."
Fermín Canella aseguraba en 1896:
"En Rales quedan todavía restos de otro viejo castillo roquero, atalaya en antiguos tiempos, que pudieron ser los de Alfonso I el Católico ".
En la memoria de la excavaciones arqueológicas desarrolladas en Asturias entre 2003 y 2006 quedaron reflejados algunos aspectos del Castillo de Rales. Aparece catalogado como un castillo en altura de medianas dimensiones (30-50 metros) y estructura compuesta por varios elementos: foso, recinto, terraplén, torre, estancia, explanada rocosa. Lo datan en la Alta o Plena Edad Media, anterior al S.XI en todo caso.
Las ruinas hoy conservadas todavía están a la espera de una intervención arqueológica completa. Futuros estudios tal vez puedan explicar la escasez de restos de la fortaleza, cuando los textos antiguos documentan una construcción importante, llamativa y que constaba de varios edificios. Hoy sólo quedan vestigios de una torre que pudo ser reformada en el siglo XIX, cuando se utilizó durante la Guerra de Independencia. En la zona se han hallado restos cerámicos de época medieval. En el año 2013 el yacimiento denominado como "Torre de Rales" fue incluido en la lista de bienes arqueológicos inventariados como patrimonio cultural de Asturias.

### Iglesia Parroquial de Santa Mª Magdalena
La Iglesia de Santa Mª Magdalena es uno de los edificios más destacados de Rales. Su silueta inconfundible se recorta desde lejos contra el verde de la montaña. El templo presenta planta de cruz latina, constando de una nave única, en la que destaca por su amplitud y altura el crucero. Su fábrica data de los últimos años del siglo XVIII o principios del siglo XIX, encuadrándose dentro de un neoclasicismo muy popular. La cabecera es plana, ubicándose en su lado norte la sacristía. En ese mismo lado se dispone un pequeño baptisterio con una pila moderna. En el edificio pueden encontrarse ventanas enmarcadas en sillar, algunas abocinadas. El pórtico está cerrado por un murete de piedra y una verja, sostenido además por pies derechos de madera con zapatas. Desde él se accede a la puerta principal, de estructura adintelada. La zona del crucero está rematada, en su perímetro exterior, por una cornisa de piedra. Las cubiertas son muy sencillas: a dos aguas la nave central y los brazos, a cuatro aguas el crucero y a un agua el pórtico.
El interior de la iglesia apenas presenta decoración, está organizado cromáticamente en tonos grises y blancos. La nave aparece dividida en dos tramos, cubiertos por bóveda de cañón y separados por arcos fajones, apoyados en pilastras adosadas de orden toscano. En los pies encontramos un coro de madera que ocupa todo el primer tramo. El crucero presenta bóveda de crucería con clave resaltada y nervaduras diagonales que descansan en ménsulas aveneradas. El presbiterio está remarcado por un arco de triunfo en piedra.
El campanario original fue sustituido en los años 30 del siglo XX por el que vemos en la actualidad. La torre campanario termina en una cúpula de cuatro paños, revestida con teja curva. Levanta tres pisos organizados por sendas impostas de piedra. Aparece adosada a la cabecera del templo. Las campanas aparecen en vanos ojivales, mientras que el piso intermedio se ilumina con óculos.
En las revueltas previas a la Guerra Civil fue destruido en un incendio el retablo del altar mayor y todas las imágenes que albergaba. En la actualidad sólo queda la mesa de altar de aquel primitivo retablo, colocada en una de las capillas laterales. En los años 60 se encargó un nuevo retablo, clásico y sencillo, que es el que preside el templo en la actualidad. Es de madera de castaño tallada en su color, con tres grandes tabernáculos donde encontramos imágenes de Olot, que representan a la Virgen del Rosario, a San Antonio y a la titular del templo, Sta. Mª Magdalena. Desde el punto de vista estilístico el retablo es ecléctico-historicista, ya que mezcla distintos lenguajes. Presenta varios altorrelieves tallados en madera, representando los monogramas de Jesús y María, así como un pelícano místico en el centro. La mesa de altar también está decorada con una escena pastoral. Los propios vecinos del pueblo costearon la construcción del nuevo retablo y la reposición de todas las imágenes, algo que se repitió cuando la iglesia fue restaurada en los años 90. La gran lámpara de bronce que ilumina el crucero también fue donada por una vecina del pueblo.
Desde el año 1800 se utilizaba un terreno anexo a la iglesia como cementerio parroquial, hasta el año 1933, cuando se construyó el actual (a 500 metros del pueblo), trasladando los restos al osario.

### Arquitectura tradicional

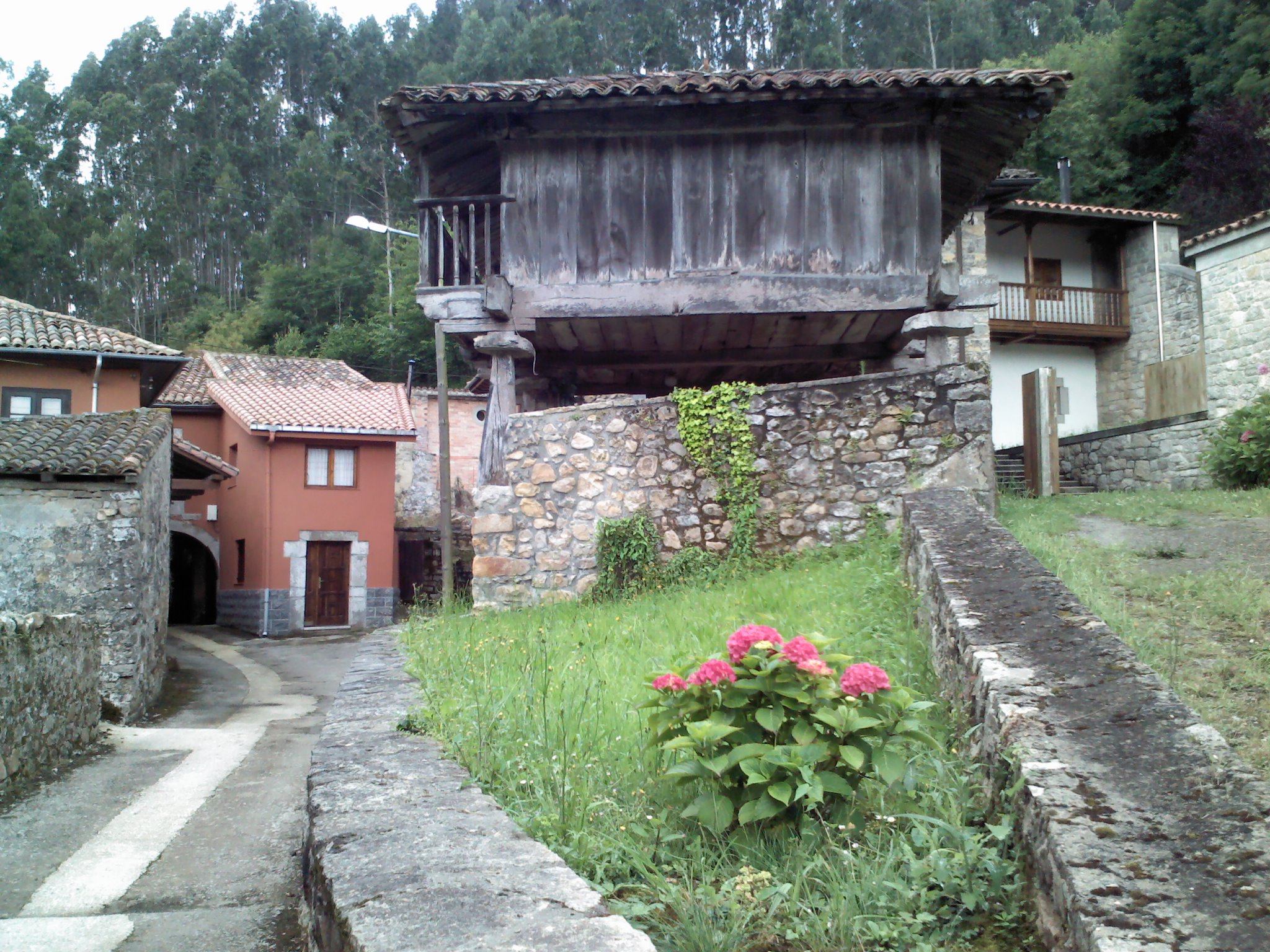
Panera del S.XVII, Barrio del Toral, Rales.
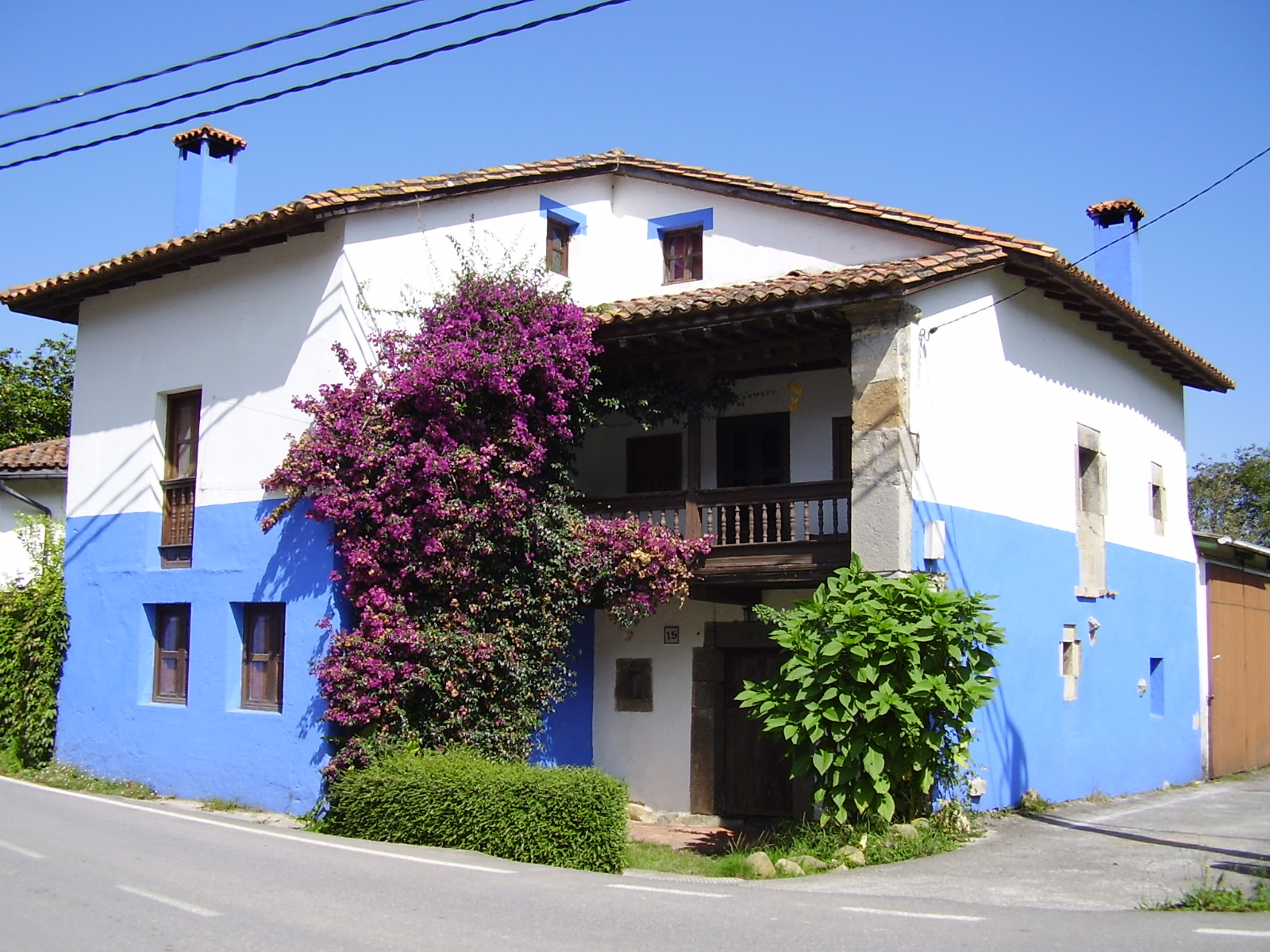
Barrio de la Casina, Rales. Arquitectura vernácula.
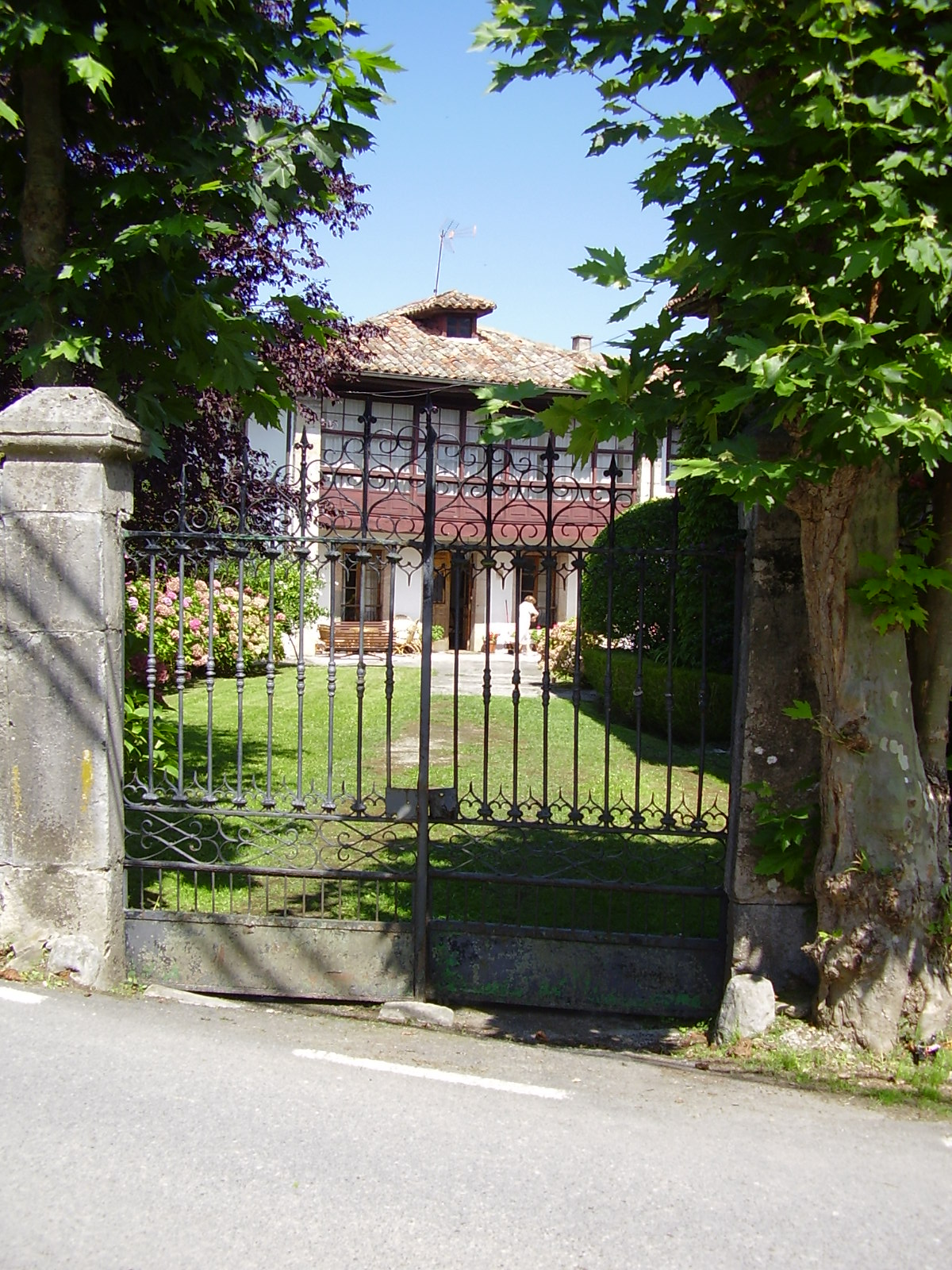
Casona con galería acristalada. Rales.

Destaca por su antigüedad el Barrio del Toral, donde podemos encontrar construcciones de los siglos XVII y XVIII. Llama la atención una gran casona fechada en uno de sus dinteles en el año 1669. Se encuentra dentro de una gran finca cerrada con muro de piedra y responde a la tipología de casona-palacio, gozando de protección dentro del catálogo urbanístico del Ayuntamiento de Llanes. También son muchas las construcciones del siglo XIX que aparecen diseminadas en el pueblo, dentro de la arquitectura tradicional asturiana (casas de dos plantas, con corredor de madera y cortafuegos de piedra). Igualmente se han conservado seis hórreos (protegidos como patrimonio etnográfico, arquitectura mueble agrícola), así como varias ruinas de molinos o llagares. En este sentido destacamos la panera del barrio del Toral (del siglo XVII) que, según el criterio de algunos etnólogos, es de las mejor conservadas de todo el Oriente asturiano.
El Río Bedón separa el núcleo original del pueblo de barrios como Recolina o la Carretera. El puente de piedra que había en origen fue destruido durante la Guerra Civil. Nada más terminar la contienda se construyó uno con materiales más humildes que aguantó hasta 1983. En ese año tuvo lugar la "Riadona", una descomunal crecida del río que inundó gran parte del pueblo. El agua subió varios metros ocasionando cuantiosos daños materiales. Los árboles que arrastraba el río taponaron el puente, haciendo subir el nivel de agua hasta que el puente cedió. En ese mismo año se colocó un puente provisional mientras comenzaba la construcción del puente que vemos en la actualidad.

### Arquitectura indiana

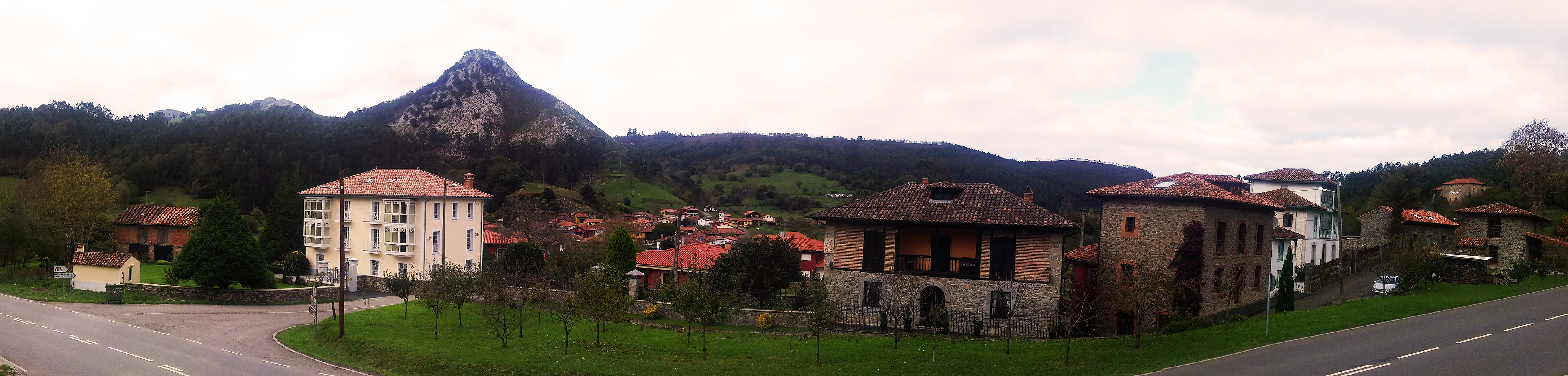
En la entrada de Rales pueden verse varias casonas indianas, construidas a finales del S.XIX y principios del S.XX por emigrantes que se enriquecieron en América.

Desde mediados del siglo XIX hay constancia de habitantes de Rales que, como otros miles de asturianos, emigraban a América (Argentina, Cuba y, sobre todo, México). Por ello hoy es fácil ver los efectos que tuvo su retorno. Son muchas las construcciones que conservan detalles decorativos en conexión con el Modernismo, el art déco o en la línea de la arquitectura "años 20".
Aunque hay casas financiadas con dinero americano en casi todos los barrios del pueblo llama la atención el caso del barrio de promoción indiana denominado "El Llano". Conserva en buen estado cuatro casonas que responden a este tipo de arquitectura. Cuando la carretera desde Posada a la Robellada se terminó hacia 1890 una serie de fincas fueron divididas por dicha vía, quedando en una estratégica situación, por lo que resultaron atractivas para edificar. Lo primero en construirse fue la casa de peones camineros, rehabilitada como vivienda. Este barrio, conocido como "La Carretera", conserva casas edificadas entre 1890 y 1920, una vez terminada la nueva vía. Varios indianos eligieron esta suerte de "ensanche" del pueblo, mejor comunicado y con excelentes vistas, para construir sus casas y abrir negocios (hubo dos tiendas y dos boleras). La familia Del Campo fue la primera en construir en este barrio un conjunto de tres casas para distintos miembros de la familia. Era común que el indiano quisiera estar "dentro y fuera" al mismo tiempo. Volver a su pueblo de origen pero, a la vez, mostrarse separado, diferente. El tipo de gran casona que solían construir no es más que la constatación de dicha actitud y el mejor reflejo de su triunfo ultramarino. 
Llanes destaca sobre el resto de concejos asturianos por el altísimo número de construcciones indianas. La arquitecta Marta Llavona, en su estudio  sobre este tipo de arquitectura, destaca tres construcciones en Rales: la casa de D. Gregorio del Campo (1930), Villa Gran Vía (D. Nicanor Otero, 1922) y la Casa de Dña. Gloria del Campo (1903). Todas ellas responden a la tipología de casa compacta y decoración tradicional-clasicista. Son casas de considerable tamaño y altura (3-5 plantas, con sótano y desván), que incorporaron detalles "higienistas" como amplias ventanas, agua corriente y cuartos de baño. A ello añadieron elementos arquitectónicos alejados del entorno rural y más propios de una ciudad, como galerías, miradores y balcones. Todas ellas fueron construidas con técnicas y materiales tradicionales y diseñadas por maestros de obras de la zona, como D. Adolfo Fernández, de Vibaño.
Merece la pena destacar la casa del Altu Caxiga, encargada en 1929 por José Balmori Obeso al arquitecto racionalista Joaquín Ortiz. Responde a una etapa donde este arquitecto quería reinterpretar la arquitectura rural, por lo que propone una evocación al pasado con paños encalados, ladrillo visto y madera pintada con nogalina. Es muy curioso que junto con el uso de materiales contemporáneos como el hormigón incorporara un establo-cuadra en la planta baja de la vivienda (aprovechando el desnivel del terreno). En los planos originales se había diseñado la construcción de una casa con ecos a la arquitectura vasco-francesa: arcos de medio punto en puertas, diferentes ventanas y corredor de madera. Sin embargo este proyecto sólo se ejecutó en parte y el resultado que vemos hoy está muy alejado del original.
En septiembre de 2017 un equipo de televisión del Canal Arte estuvo en Rales grabando imágenes para un documental sobre la aventura de los indianos y las mansiones que construyeron a su vuelta. El programa, titulado Invitation au voyage (invitación al viaje), se emitió en enero de 2018 y puede verse mediante este enlace. En unos pocos minutos recupera la historia de Nicanor Otero Platas, un indiano de Rales que emigró hacia 1890 a la ciudad de Tampico (México), donde se enriqueció comerciando con licores y otros productos, así como invirtiendo en distintas empresas petrolíferas. En 1919 volvió definitivamente a Rales, construyéndose una casa de nueva planta a la que se mudó con su hermana y familia en 1922.

## Barrios
A pesar de su tamaño Rales sorprende por la cantidad de denominaciones que tradicionalmente han recibido los distintos barrios del pueblo, y que, por suerte, siguen conservándose.
| - Caxiga - El Bosque - El Caleru - El Colladín - El Corral - El Foru - La Bolera | - El Llagu - El Llano - El Requexu - El Salón - El Serraderu - El Toral - La Aldea | - La Calle - La Casina - La Corrada - La Raíz - La Trapa - Recolina - Samoreli |

Como dato curioso diremos que los barrios que hay antes de cruzar el puente, El Llano y Recolina, pertenecieron tradicionalmente a Turanzas, Parroquia de Posada. Fue a partir del arreglo parroquial de 1891 cuando se unieron a Rales. En ese mismo año Rales también recibió de Vibaño los barrios de Maraperi y Samoreli.

## Educación
La noticia más antigua conservada sobre la educación en Rales la da Manuel García Mijares, señalando que a finales del siglo XIX la escuela de Rales se ubicaba en una casa alquilada; era una escuela mixta incompleta, con 31 niños y 13 niñas. El profesor cobraba anualmente 250 pesetas por dotación, 62,50 para material y 30 para renta de casa.
En el año 1918 la plaza de maestro en Rales aparecía como vacante a ser cubierta, señalando de nuevo que la escuela era mixta.
La escuela actual se erigió en el año 1966, en un terreno donado por una vecina de Rales con fortuna en México. La construcción responde al esquema típico de escuela de los años 60, con paramentos enfoscados alternados con ladrillo visto. Cuenta con aula en la planta baja y vivienda para el maestro en la superior. En 1980 se suprimió esta escuela unitaria, por lo que el edificio dejó de utilizarse y hoy cumple la función de casa-concejo. En la actualidad los niños y jóvenes de Rales estudian en el Colegio Rural Agrupado Llanes I (sede de Vibaño) o en el Colegio Público Santa Mª Valdellera de Posada, para pasar a continuación al Instituto de Educación Secundaria de Llanes.

## Comunicaciones
Las dos principales vías para llegar a Rales son la carretera regional AS-115 (Posada de Llanes - La Robellada) y la local de 2.º orden LLN-16 (Cardoso - Rales).
Para Rales fue muy positiva la mejora de las comunicaciones ocurrida a finales del siglo XIX, cuando se construyó una nueva carretera desde Posada a La Robellada (la actual AS-115). José Saro Rojas señala que dicha carretera se construyó en 1887, aunque algunos de sus tramos se prolongaron más en el tiempo, bien avanzada la década de 1890. En todo caso el pueblo de Rales se vio beneficiado al situarse en la ruta de postas que llegaba a Llanes por el interior de Asturias (tras pasar por Siero, Infiesto, Cangas de Onís y Onís).
En todo caso, y dada la antigüedad del pueblo, Rales formaba parte de distintas rutas y caminos históricos. Así, dentro de la red medieval de caminos del Principado de Asturias, puede verse cómo pasaba por el puente de Rales el Camino Real de Francia (de Oviedo a Unquera), así como también discurría por esta zona el Camino Real de Liébana.

## Fiestas
La fiesta local en honor a Santa María Magdalena se celebra cada año el sábado más próximo al 22 de julio, con misa y procesión por las calles del pueblo. Los trajes de llanisca, los bailes y sonidos tradicionales de las gaitas y panderos son algo excepcional que es esperado cada año por los vecinos.
Aunque hoy haya desaparecido la fiesta también se celebraba en octubre la Virgen del Rosario.

## Toponimia
"Rales" es sólo una voz toponímica. Con esta misma denominación encontramos otros pueblos en Asturias como Rales (San Antonio) y Rali (Santa Mª de Celada), en Villaviciosa, o La Caleya Rales en Corao (Cangas de Onís). También hay un paraje en Meluerda (Ribadesella) denominado desde antiguo "Rales de Melorda". Fuera del Principado podemos encontrar La Ral (San Pablo de Seguríes, Gerona). 
Su origen es dudoso. Tal vez proceda de la reducción del latín regales (regales>reales>rales), que significa "perteneciente al rey". Esto coincide con su origen como tierras de realengo (ya en el siglo XIII y definitivamente desde los Reyes Católicos). Otra interpretación señala el término como prerromano, en conexión con otros topónimos del oriente asturiano que encuentran una traducción en euskera. En este sentido “Rala” o “Ral” significaría “el prado del valle” (arra-ala).

### Toponimia menor: las fincas
Es muy valiosa la toponimia menor conservada en el término de Rales, esto es: el nombre que tradicionalmente han recibido los distintos parajes y fincas del pueblo. Algunos siguen permaneciendo en la memoria colectiva mientras que otros han sido olvidados y sólo perduran en las escrituras notariales de propiedad o en los inventarios de herencias o testamentos. A modo de ejemplo recogemos aquí las más significativas.
| - Caxiga - El Cabezu - El Ceñal - El Cueto de la Higuera - La Cueva de Luis - El Ero - El Llago - El Llano - El Llosín - El Parro - El Pedazón - El Pico - El Piesanto - El Pindal - El Priorazo | - El Torneru - El Tronco - El Valle - La Arena - La Brimal - La Corona - La Ería Chica - La Ería de los Prados - La Ería de Toviño - La Ería Grande - La Fuente de los Pumares - La Granxa - La Hoguerada - La Llaviada - La Paserina | - La Pontiga - La Portilla - La Raíz - La Salgar - Las Campas - Las Escobiellas - Las Hazas - Las Llosicas - Las Presas - Las Redondinas - Llosa de la Peña - Llosina de Toviño - Los Corrales - Porquerizo - Vega el Barro |

El Diccionario Etimológico de Toponimia de Julio Concepción Suárez aclara el significado de algunos topónimos presentes en Rales. Caxiga es una voz prerromana, "es ese tipo de roble más bien pequeño y muy duro", de hoja marcescente, que se marchita pero no cae hasta que nace la nueva hoja en primavera. El cabezu hace referencia a un lugar alto, una cima o altozano. Una ceña es una ceja. El ceñal sería una porción de vega recogida entre peñas, o un terreno de forma circular. Un cueto es un cerro. Una llosa es un conjunto de tierras de labor cercadas junto al poblado, perteneciente a varios vecinos. El Torneru hace referencia a torno "camino pendiente, con muchos giros, vueltas y revueltas que buscan la altura". La corona designa "la parte alta y redondeada de un objeto", coincide con cimas altas, alomadas, sin salientes abruptos. Una llaviada es "una tierra de sembrar dentro de una ería". La salgar hace referencia a unas plantas bajas, muy verdes, con pintas casi blancas, que come el ganado. Una campa procede de un antiguo género dimensional, un campo amplio y grande, vistoso. Las escobiellas hace referencia a una planta cuyos ramajes, una vez secos, se utilizaban para barrer el llar. Al margen del propio nombre del concejo, Llanes, en los distintos pueblos hay muchos parajes denominados "El Llano". El llano es la denominación local para "sierra plana", una superficie plana y elevada que surge en la formación de la rasa costera. Es una característica de la costa oriental asturiana, a lo largo del río Bedón encontramos varios ejemplos.

### Antroponimia: las familias y sus apellidos
Como no podía ser de otra manera los apellidos que denominaban a las familias de Rales han dejado su huella en la documentación existente en los distintos archivos. Destacamos aquí aquellos que están acreditados documentalmente como asentados en Rales, notando a continuación ante qué autoridad probaron su nobleza.
- BARRERO: Real Chancillería de Valladolid y Real Audiencia de Oviedo.
- CAMPO: Originario de Tierra de Campos, Valladolid.
- GONZÁLEZ
- LLACA: De muy antiguo asentamiento. Real Audiencia de Oviedo y Real y Distinguida Orden Española de Carlos III (1832).
- OBESO: De muy vieja presencia. Reales Chancillerías de Valladolid y Granada.
- PLATAS: De antiguo asentamiento. Real Chancillería de Valladolid.
- POO: Real Chancillería de Valladolid y Real Audiencia de Oviedo.
- RÍO: Real Chancillería de Valladolid y Real Audiencia de Oviedo.
- SAMPEDRO: Reales Chancillerías de Valladolid y Granada.
- SANTOVEÑA/SANTOBEÑA. Documentado desde muy temprano.

## Poesías, cuentos y leyendas
Como otros muchos espacios donde la naturaleza y la vida del ser humano se abrazan, Rales también es rico en tradiciones fabulosas, mitos y leyendas. Ya se ha documentado cómo hay referencias a dichas tradiciones orales desde el siglo XIX. La presencia de las ruinas del castillo era, sin duda, un buen acicate a la imaginación. La parte negativa de todo esto es que la propia esencia oral de dichas narraciones favoreció su dispersión y paulatina desaparición.
Como muestra hemos podido recoger unos versos que dicen "Del Pico de Rales al Pozo Bedón se halla el tesoro del moro mayor". Con esto conecta una leyenda que narra la existencia de una roca enorme en la cima del castillo con una inscripción "Dame la vuelta y verás". Todo el mundo afirmaba que, bajo ella, se escondía el fabuloso tesoro. Así es que acudieron todos los mozos del pueblo, con sus bueyes, para intentar mover la roca. Cuando al fin le dieron la vuelta por debajo estaba escrito "Gracias a Dios y alabado, que ya estoy del otro lado".
En la tradición literaria culta Rales aparece en un poema inédito del famoso poeta Celso Amieva. Se trata de una composición muy interesante y valiosa, escrita desde su exilio en México, en 1955.
RÍO BEDÓN

Bajo el Pico de Rales

pasa el río Bedón

cantando su canción

oriunda de Cabrales.

Sobre el Pico de Rales,

Benzúa –farallón

entre las nubes– con

sus llambrias colosales.

Bajo el Pico de Rales

las aguas de turbión

van entre roquedales.

Al viento, la canción

que en noches invernales

ulula el río Bedón.

Con estos versos da forma a un sonetillo, de buena factura, donde recuerda desde México el sonido del agua del Río Bedón cuando pasa por Rales, describiendo también el entorno.

## Rales en la actualidad
Hoy en día, una parte de su carácter agrícola se ha perdido, dando paso a un lugar de residencia donde la mayor parte de los vecinos no desarrollan su actividad laboral. Sin embargo, el pueblo ha sabido acomodarse paulatinamente a los nuevos tiempos y se está reinventando. A finales del siglo XX, algunos vecinos comenzaron a alquilar sus casas a veraneantes y posteriormente, a mejorar las suyas propias. Gracias a esto, el aspecto general del pueblo ha cambiado sin perder el espíritu rural de antaño.

### Nuevas construcciones
Las tierras liberadas han sido aprovechadas por varios constructores y se han levantado nuevas viviendas unifamiliares, que procuraron adaptarse a la tipología arquitectónica tradicional. El pueblo ha recibido con agrado a estos nuevos residentes que, especialmente durante el verano, llenan sus calles.

### Apertura de nuevo hotel
Tras el cierre del bar hace unos años, se perdió el lugar favorito para las reuniones informales de los vecinos. Ahora, con la apertura de un hotel junto al río, con buenas vistas y fantásticos jardines, quizás se recupere la tradicional tertulia en su cantina.

### Recuperación de la senda fluvial
En el año 2018, merced a la colaboración entre vecinos y ayuntamiento, se ha recuperado la "Senda playa de San Antolín". Es una ruta plena de naturaleza, que discurre a la vera del río Bedón, entre árboles centenarios y vistas espectaculares. Esta recuperación tiene un simbolismo especial pues vuelve a conectar el pueblo de Rales con el que fue su templo durante siglos, la iglesia románica de San Antolín de Bedón.         
La recuperación de este camino aprovecha, en su mayor parte, uno existente desde hace más de 100 años que une todo el valle del Bedón hasta la desembocadura del río junto al monasterio de San Antolín. Está senda también continúa hasta el cercano pueblo de Vibaño.

### Rales, 2.º finalista al Premio al Pueblo Ejemplar del Concejo de Llanes (1.ª edición)
En el año 2017 el Ayuntamiento de Llanes convocó, por primera vez, un certamen con el que premiar al pueblo que más ejemplar fuera de todo el concejo, en cuanto a la revitalización de la localidad, la recuperación de tradiciones, la rehabilitación y puesta en valor del patrimonio arquitectónico y natural y a las iniciativas culturales. Un gran grupo de vecinos colaboró activamente para desarrollar la candidatura de Rales, recopilando información y fotografías de las actividades realizadas en el pueblo. Ha destacado especialmente la unión vecinal a la hora de realizar distintas sextaferias en todos los barrios del pueblo, limpieza de la fuente, caminos, etc. Finalmente el jurado decidió destacar a Rales como 2.º finalista (San Roque del Acebal como primer premio y Porrúa como primer finalista). La dotación económica de este galardón, de 2000€, se invertirá en mejorar el pueblo. En todo caso es un reconocimiento muy importante que ha llenado de orgullo e ilusión a todos los vecinos, convencidos de los méritos de este pequeño pueblo.

### Rales, Pueblo Ejemplar del Concejo de Llanes (2.ª edición)[68]
En reconocimiento al todo el esfuerzo demostrado por los vecinos, el pueblo de Rales recibió, en diciembre de 2018, el primer premio como "Pueblo ejemplar del Concejo de Llanes" en la segunda convocatoria de este galardón. El premio, dotado con 12000 euros, pretende fomentar la vida vecinal y recompensar las buenas iniciativas y los esfuerzos en la recuperación de tradiciones y en la conservación de la identidad del pueblo.